# 普羅霍維采
普羅霍維采是波蘭的城鎮，位於該國西南部，距離首府弗罗茨瓦夫50公里，由下西里西亞省負責管轄，始建於十三世紀初，面積9.85平方公里，2006年人口3,702。

## 外部連結
- Official town webpage （页面存档备份，存于）

51°16′27″N 16°21′54″E / 51.27417°N 16.36500°E